# Selecció de futbol de Bolívia
La selecció de futbol de Bolívia representa a Bolívia a les competicions internacionals de futbol. És controlada per la Federació Boliviana de Futbol i fon fundada el 12 de setembre del 1925, afiliant-se a la FIFA un any després.

## Història

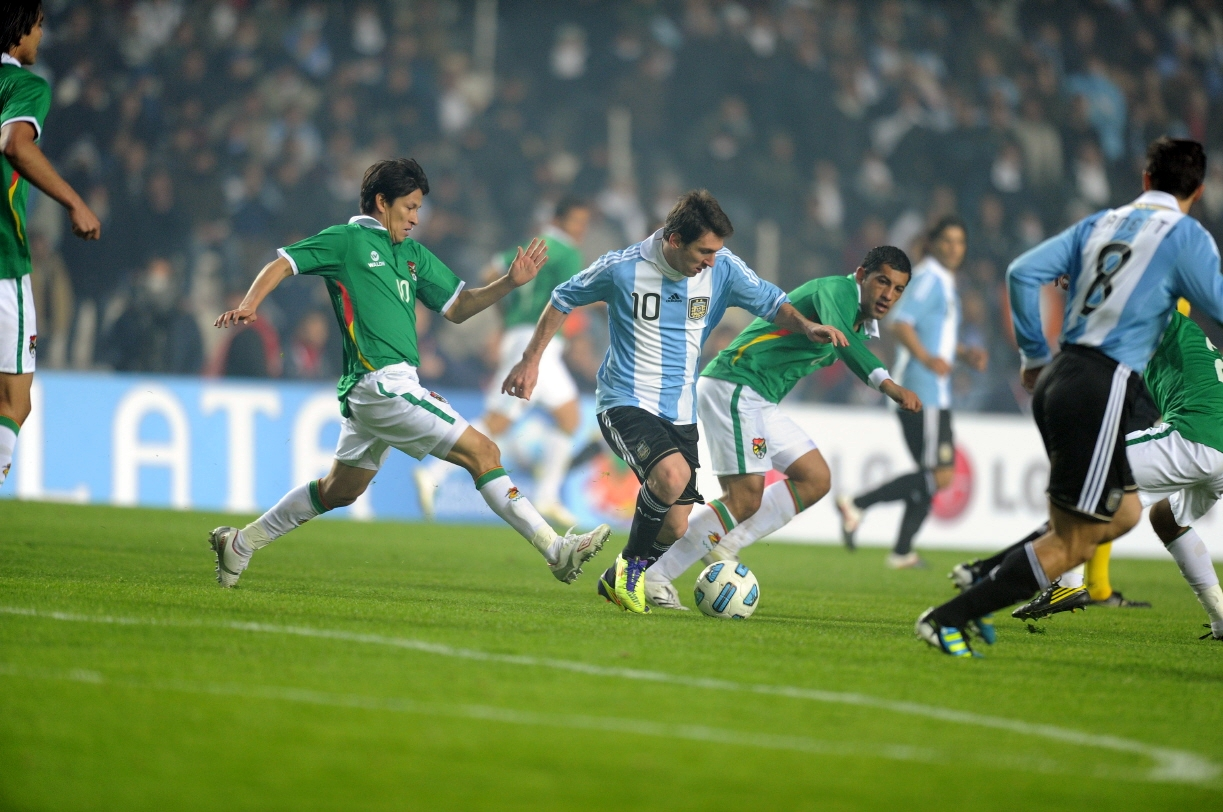
Partit entre Bolívia i Argentina a la Copa Amèrica 2011.

La selecció boliviana de futbol ha estat històricament una de les més dèbils del continent sud-americà. Participa en els campionats del món de futbol de 1930 i 1950 on hi accedí sense necessitat de participar en la fase de classificació. L'únic mundial on superà la fase de classificació per accedir-hi fou el de 1994. Mai van superar la primera fase. El seu major èxit l'assolí a la Copa Amèrica de futbol l'any 1963.
Sovint l'equip de futbol ha aprofitat l'altitud de la seva capital La Paz (3.600 metres sobre el nivell del mar) per derrotar seleccions amb un teòric nivell futbolístic més gran.

## Participacions en la Copa del Món
Campions      Finalistes      Tercers      Quarts
| Historial a la Copa del Món | Historial a la Copa del Món | Historial a la Copa del Món | Historial a la Copa del Món | Historial a la Copa del Món | Historial a la Copa del Món | Historial a la Copa del Món | Historial a la Copa del Món | Historial a la Copa del Món |
| Edició                      | Ronda                       | Posició                     | PJ                          | PG                          | PE                          | PP                          | GF                          | GC                          |
| --------------------------- | --------------------------- | --------------------------- | --------------------------- | --------------------------- | --------------------------- | --------------------------- | --------------------------- | --------------------------- |
| 1930                        | Primera fase                | 12s                         | 2                           | 0                           | 0                           | 2                           | 0                           | 8                           |
| 1934                        | No hi participà             | No hi participà             | No hi participà             | No hi participà             | No hi participà             | No hi participà             | No hi participà             | No hi participà             |
| 1938                        | No hi participà             | No hi participà             | No hi participà             | No hi participà             | No hi participà             | No hi participà             | No hi participà             | No hi participà             |
| 1950                        | Primera fase                | 13s                         | 1                           | 0                           | 0                           | 1                           | 0                           | 8                           |
| 1954                        | No fou admesa per la FIFA   | No fou admesa per la FIFA   | No fou admesa per la FIFA   | No fou admesa per la FIFA   | No fou admesa per la FIFA   | No fou admesa per la FIFA   | No fou admesa per la FIFA   | No fou admesa per la FIFA   |
| 1958                        | No es classificà            | No es classificà            | No es classificà            | No es classificà            | No es classificà            | No es classificà            | No es classificà            | No es classificà            |
| 1962                        | No es classificà            | No es classificà            | No es classificà            | No es classificà            | No es classificà            | No es classificà            | No es classificà            | No es classificà            |
| 1966                        | No es classificà            | No es classificà            | No es classificà            | No es classificà            | No es classificà            | No es classificà            | No es classificà            | No es classificà            |
| 1970                        | No es classificà            | No es classificà            | No es classificà            | No es classificà            | No es classificà            | No es classificà            | No es classificà            | No es classificà            |
| 1974                        | No es classificà            | No es classificà            | No es classificà            | No es classificà            | No es classificà            | No es classificà            | No es classificà            | No es classificà            |
| 1978                        | No es classificà            | No es classificà            | No es classificà            | No es classificà            | No es classificà            | No es classificà            | No es classificà            | No es classificà            |
| 1982                        | No es classificà            | No es classificà            | No es classificà            | No es classificà            | No es classificà            | No es classificà            | No es classificà            | No es classificà            |
| 1986                        | No es classificà            | No es classificà            | No es classificà            | No es classificà            | No es classificà            | No es classificà            | No es classificà            | No es classificà            |
| 1990                        | No es classificà            | No es classificà            | No es classificà            | No es classificà            | No es classificà            | No es classificà            | No es classificà            | No es classificà            |
| 1994                        | Primera fase                | 21s                         | 3                           | 0                           | 1                           | 2                           | 1                           | 4                           |
| 1998                        | No es classificà            | No es classificà            | No es classificà            | No es classificà            | No es classificà            | No es classificà            | No es classificà            | No es classificà            |
| 2002                        | No es classificà            | No es classificà            | No es classificà            | No es classificà            | No es classificà            | No es classificà            | No es classificà            | No es classificà            |
| 2006                        | No es classificà            | No es classificà            | No es classificà            | No es classificà            | No es classificà            | No es classificà            | No es classificà            | No es classificà            |
| 2010                        | No es classificà            | No es classificà            | No es classificà            | No es classificà            | No es classificà            | No es classificà            | No es classificà            | No es classificà            |
| 2014                        | No es classificà            | No es classificà            | No es classificà            | No es classificà            | No es classificà            | No es classificà            | No es classificà            | No es classificà            |
| 2018                        | No es classificà            | No es classificà            | No es classificà            | No es classificà            | No es classificà            | No es classificà            | No es classificà            | No es classificà            |
| 2022                        | No es classificà            | No es classificà            | No es classificà            | No es classificà            | No es classificà            | No es classificà            | No es classificà            | No es classificà            |
| 2026                        | Pendent                     | Pendent                     | Pendent                     | Pendent                     | Pendent                     | Pendent                     | Pendent                     | Pendent                     |
| 2030                        | Pendent                     | Pendent                     | Pendent                     | Pendent                     | Pendent                     | Pendent                     | Pendent                     | Pendent                     |
| 2034                        | Pendent                     | Pendent                     | Pendent                     | Pendent                     | Pendent                     | Pendent                     | Pendent                     | Pendent                     |
| Total                       | Primera fase                | Primera fase                | 6                           | 0                           | 1                           | 5                           | 1                           | 20                          |

## Participacions en la Copa Amèrica
| - 1916 - No participà - 1917 - No participà - 1919 - No participà - 1920 - No participà - 1921 - No participà - 1922 - No participà - 1923 - No participà - 1924 - No participà - 1925 - No participà - 1926 - Cinquena posició - 1927 - Quarta posició |  | - 1929 - No participà - 1935 - No participà - 1937 - No participà - 1939 - No participà - 1941 - No participà - 1942 - No participà - 1945 - Sisena posició - 1946 - Sisena posició - 1947 - Setena posició - 1949 - Quarta posició - 1953 - Sisena posició |  | - 1955 - No participà - 1956 - No participà - 1957 - No participà - 1959 - Setena posició - 1959 - No participà - 1963 - Campions - 1967 - Sisena posició - 1975 - Primera ronda - 1979 - Primera ronda - 1983 - Primera ronda - 1987 - Primera ronda |  | - 1989 - Primera ronda - 1991 - Primera ronda - 1993 - Primera ronda - 1995 - Quarts de final - 1997 - Finalista - 1999 - Primera ronda - 2001 - Primera ronda - 2004 - Primera ronda - 2007 - Quarts de final - 2011 - Primera ronda - 2015 - Quarts de final - 2016 - Primera ronda |

## Participacions en els Jocs Panamericans
- 1951 - No participà
- 1955 - No participà
- 1959 - No participà
- 1963 - No participà
- 1967 - No participà
- 1971 - No participà
- 1975 - Segona ronda
- 1979 - No participà
- 1983 - No participà
- 1987 - No participà
- 1991 - No participà
- 1995 - No participà
- 1999 - No participà
- 2003 - No participà

## Entrenadors
| Entrenador                | Període      |
| ------------------------- | ------------ |
| Job de la Cerda           | 1926         |
| Jorge Valderrama          | 1927         |
| Ulises Saucedo            | 1930         |
| Julio Borelli             | 1938, 1945   |
| Diógenes Lara             | 1946-1947    |
| Félix Deheza              | 1948-1950    |
| Mario Pretto              | 1950         |
| César Vicino              | 1953         |
| Félix Deheza (2)          | 1957         |
| Vicente Arraya            | 1959-1962    |
| Danilo Alvim              | 1963         |
| Freddy Valda              | 1965         |
| José Carlos Trigo         | 1967         |
| Freddy Valda (2)          | 1969         |
| Rubén Saldaña             | 1972         |
| Freddy Valda (3)          | 1973         |
| José Carlos Trigo (2)     | 1973         |
| Freddy Valda (4)          | 1975         |
| Wilfredo Camacho          | 1977         |
| Edward Virba              | 1977         |
| Ramiro Blacut             | 1979-1981    |
| Rubén Saldaña (2)         | 1981         |
| Wilfredo Camacho (2)      | 1981         |
| Edward Virba (2)          | 1983-1984    |
| Amalio Romero             | 1985         |
| Raúl Pino                 | 1986         |
| Nito Veiga                | 1987         |
| Jorge Habbeger            | 1989         |
| Ramiro Blacut (2)         | 1991         |
| Xabier Azkargorta         | 1992-1994    |
| Antonio López Habas       | 1995-1997    |
| Dušan Drašković           | 1998         |
| Héctor Veira              | 1999         |
| Ovidio Messa              | 1999         |
| Carlos Aragonés           | 2000-2001    |
| Jorge Habbeger (2)        | 2001         |
| Carlos Trucco             | 2001-2002    |
| Dalcio Giovagnoli         | 2003         |
| Nelson Acosta             | 2003-2004    |
| Ramiro Blacut (3)         | 2004         |
| Ovidio Messa (2)          | 2005         |
| Erwin Sánchez             | 2006-2009    |
| Eduardo Villegas (Interí) | 2009-2010    |
| Gustavo Quinteros         | 2010-2012    |
| Xabier Azkargorta (2)     | 2012-2014    |
| Mauricio Soria (Interino) | 2014         |
| Néstor Clausen (Interino) | 2014         |
| Mauricio Soria            | 2015         |
| Julio César Baldivieso    | 2015-2016    |
| Ángel Guillermo Hoyos     | 2016         |
| Mauricio Soria (2)        | 2016-Present |

## Equip
Aquests és l'equip convocat per la Copa amèrica 2015
| Dorsal | Posició | Jugador                 | Data de naixement/edat | Partits | Gols | Club                        |
| ------ | ------- | ----------------------- | ---------------------- | ------- | ---- | --------------------------- |
| 1      | POR     | Romel Quiñónez          | 25 de juny de 1992     | 10      | 0    | Bolívar                     |
| 12     | POR     | José Peñarrieta         | 18 de novembre de 1988 | 0       | 0    | Petrolero de Yacuiba        |
| 23     | POR     | Hugo Suárez             | 7 de febrer de 1982    | 12      | 0    | Blooming                    |
| 2      | DEF     | Miguel Hurtado          | 4 de juliol de 1985    | 5       | 0    | Blooming                    |
| 4      | DEF     | Leonel Morales          | 2 de setembre de 1988  | 5       | 0    | Blooming                    |
| 5      | DEF     | Ronald Eguino           | 20 de febrer de 1988   | 9       | 0    | Bolívar                     |
| 14     | DEF     | Edemir Rodríguez        | 21 d'octubre de 1984   | 17      | 0    | Bolívar                     |
| 16     | DEF     | Ronald Raldes           | 20 d'abril de 1980     | 84      | 2    | Oriente Petrolero (Captain) |
| 17     | DEF     | Marvin Bejarano         | 6 de març de 1988      | 23      | 0    | Oriente Petrolero           |
| 21     | DEF     | Cristian Coimbra        | 11 de setembre de 1989 | 1       | 0    | Blooming                    |
| 22     | DEF     | Edward Zenteno          | 5 de desembre de 1984  | 18      | 0    | Jorge Wilstermann           |
| 3      | MIG     | Alejandro Chumacero     | 22 d'abril de 1991     | 23      | 1    | The Strongest               |
| 6      | MIG     | Danny Bejarano          | 3 de gener de 1994     | 11      | 0    | Panetolikos                 |
| 8      | MIG     | Martin Smedberg-Dalence | 10 de maig de 1984     | 4       | 1    | Göteborg                    |
| 10     | MIG     | Pablo Escobar           | 23 de febrer de 1979   | 18      | 3    | The Strongest               |
| 11     | MIG     | Damián Lizio            | 30 de juny de 1989     | 4       | 1    | O'Higgins                   |
| 13     | MIG     | Damir Miranda           | 6 d'octubre de 1985    | 5       | 0    | Bolívar                     |
| 15     | MIG     | Sebastián Gamarra       | 15 de gener de 1997    | 1       | 0    | Milan                       |
| 19     | MIG     | Wálter Veizaga          | 22 d'abril de 1986     | 11      | 0    | The Strongest               |
| 20     | MIG     | Jhasmani Campos         | 10 de maig de 1988     | 29      | 2    | Bolívar                     |
| 7      | DAV     | Alcides Peña            | 14 de gener de 1989    | 15      | 1    | Oriente Petrolero           |
| 9      | DAV     | Marcelo Martins Moreno  | 18 de juny de 1987     | 52      | 13   | Changchun Yatai             |
| 18     | DAV     | Ricardo Pedriel         | 19 de gener de 1987    | 18      | 3    | Mersin İdmanyurdu           |